# Ribeirão da Prainha
O ribeirão da Prainha é um curso de água que nasce e deságua no município brasileiro de Antônio Dias, no interior do estado de Minas Gerais. Sua foz está na margem esquerda do rio Piracicaba. Banha uma região com considerável presença de pousadas e propriedades rurais. Em seu curso está localizada a Cachoeira da Prainha, com 110 m de altura, considerada como um dos principais atrativos naturais do município.
O curso é intercedido pela BR-381 através do Viaduto Ronaldo de Souza, mais conhecido como Viaduto da Prainha, inaugurado em junho de 2009. Esse é um dos maiores viadutos rodoviários de Minas Gerais, com 510 m de extensão e pilares de até 100 m em sua altura máxima, substituindo um trecho sinuoso com alto índice de acidentes e deslizamentos de encosta.